# Uberto Pasolini
Uberto Pasolini (ur. 1 maja 1957 w Rzymie) – włoski producent, reżyser i scenarzysta filmowy, pracujący i osiadły w Wielkiej Brytanii. 

## Życiorys
Przyszedł na świat jako włoski hrabia. Jego wujem był wybitny reżyser Luchino Visconti. Pasolini wyjechał na studia ekonomiczne do Londynu, gdzie osiadł na stałe i początkowo robił karierę w bankowości inwestycyjnej.
Pracę w branży filmowej zaczynał w dziale dokumentacji scenograficznej przy poszukiwaniu lokacji zdjęciowych. W tych charakterze zatrudniony został na planie takich filmów, jak Pola śmierci (1984), Żabi książę (1985) czy Misja (1986). Wkrótce potem Pasolini zajął się produkowaniem filmów, z których największy sukces odniosła brytyjska komedia społeczna Goło i wesoło (1997), przynosząc mu nominację do Oscara za najlepszy film roku.
W 2008 roku zadebiutował jako reżyser wielokrotnie nagradzanym filmem Machan. Później z sukcesem kontynuował dobrą passę reżyserską dzięki filmom: Zatrzymane życie (2013), Nieszczególne miejsce (2020) i Powrót Odyseusza (2024).
Przewodniczył obradom jury Nagrody im. Luigiego De Laurentiisa za najlepszy debiut reżyserski na 78. MFF w Wenecji (2021).